# Album (irodalom)
Irodalmi szempontból album név alatt tartják számon azokat az általában nagyobb alakú műveket, amelyek elsősorban képi anyagot, és nem szöveget tartalmaznak.
A latin eredetű album szó kezdetben fehérre festett táblát jelentett, amelyen színes feliratban nyilvánosságra hozták többek közt a római pontifex (főpap) éves feljegyzéseit, a praetorok rendeleteit, a szenátorok és esküdtek jegyzékét, illetve általában minden közérdekű állami vagy községi hirdetést.
Később a kifejezés jelentésbeli módosuláson ment keresztül: napjainkban mint könyvtípus szokott szerepelni. Már a 19. században, az Osztrák–Magyar Monarchia idejében megindult az album-könyvek kiadása, amelyek általában több szerző tanulmányával egy-egy nevezetes történelmi személy, esemény képes bemutatását tűzték ki célul, ugyanakkor ezt olyan művészi kivitelezésben tették, nemritkán koruk legszebb könyveinek számítottak. Olykor költemények vagy kifejezetten művészeti alkotások megismertetése volt a céljuk. A későbbi időkben is népszerűségnek örvendtek szép kiállításuk és könnyű olvashatóságuk miatt.
Albumok a monarchia idejéből:
- (szerk. Vahot Imre) Magyarföld és népei eredeti képekben Föld- és népismei, statisztikai és történeti folyóirat, Pest, 1846 (reprint kiadás:  Állami Könyvterjesztő Vállalat, Budapest, 1984, ISBN 963-02-2699-5)
- (szerk. Kubinyi Ferenc – Vahot Ferenc) Magyarország és Erdély képekben I–II., Emich Gusztáv Bizománya, Pest, 1853 (reprint kiadás: Állami Könyvterjesztő Vállalat, Budapest, 1985, ISBN 963-292-022-8)
- (szerk. Vajda János) Magyar képek albuma, Heckenast Gusztáv, Pest, 1859, 87 p
- (szerk. Áldor Imre, Ormodi Bertalan) Kossuth-album, Pest, 1868, 140 p
- Tokaj-Hegyaljai Album, 1867, 185 p (reprint kiadás: Állami Könyvterjesztő Vállalat, Budapest, 1984, ISBN 963-02-2646-4)
- Arany Album – Than Mór és Lotz Károly fényképezett rajzai Arany János költeményeihez, Ráth Mór kiadása, Pest, 1868, 49 p
- Honvéd album, Pest, 1868 (reprint kiadás: Kossuth Kiadó, Budapest, 2018)
- Nagy Miklós: Magyarország képekben – Honismertető album I–II. Nagy Miklós, Heckenast Gusztáv, 1870 (reprint kiadás: Állami Könyvterjesztő Vállalat, Budapest, 1989, ISBN 963-223-472-3)
- Petőfi Sándor összes költeményei, Athenaeum R. Társ. Kiadása, Budapest, 1878, 805 p
- Tompa Mihály összes költeményei, Méhner Vilmos, Budapest, é. n. [1880-as évek?], 807 oldal
- (szerk. Varga Ottó) Aradi vértanúk albuma, Arad, 1890, 221 p
- Magyar irónők albuma, Légrády Testvérek, Budapest, 1890, 356 p
- (szerk. Radó Antal) Idegen költők albuma – Műfordítások a XIX. század lyrájából, Lampel Róbert  (Wodianer F. és Fiai) Cs. és Kir. Udvari Könyvkereskedés, Budapest, 1891, 367 p
- (szerk. Dr. Horváth Cyrill) Tóth Kálmán emlék-albuma, Tóth Kálmán-Szoborbizottság, Baja, 1894, 196 p

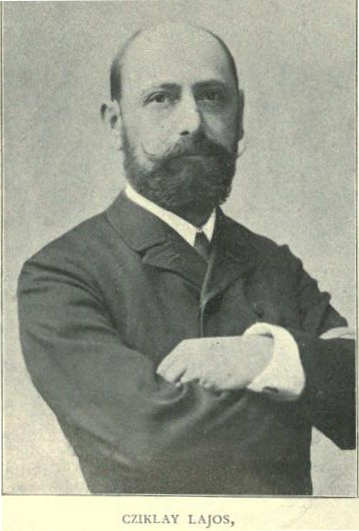
Cziklay Lajos

- Kiss József költeményei, Révai Testvérek Irodalmi Intézet Részvénytársaság, Budapest, 1897, 191 p
- (szerk. Cziklay Lajos) Rudolf Emlék-album, Budapest, 1897, 289 p
- Petőfi-album, Athenaeum Irodalmi és Nyomdai R.-T., Budapest, 1898, 263 p
- A magyar Szemle emlék-albuma 1888–1898, Magyar Szemle Kiadása, 1898, 306 p
- (szerk. Bródy Sándor – Jókai Mór – Rákosi Viktor), Ezernyolczszáz negyvennyolcz – Az 1848/49-iki magyar szabadságharcz története képekben. Egykoru képek. Okiratok. Eredeti kézírások. Ereklyék. Nevezetes nyomtatványok. Kiáltványok. Művészi emlékek, Révai Testvérek Irodalmi Intézet Részvénytársaság, Budapest, 1898, 476 p (reprint kiadás: Kossuth Könyvkiadó, Budapest, 1991 ISBN 963-09-3501-5)
- Arany-Zichy album – Arany János 24 költeménye Zichy Mihály 40 rajzával, Pesti Napló, Budapest, 1898, 77 p
- A király könyve, Herzig Miksa kiadása, Lipcse-Budapest-Bécs, 1899, 322 p
- (szerk. Jókai Mór) Bánk bán – Dráma öt felvonásban – Nagy képes díszkiadás, Pesti Napló, Budapest) , 1899, 250 p (reprint kiadás: Káli Kiadó)
- (szerk. Kéry Gyula) Szalon Album – Szépirodalmi művek gyűjteménye, Tolnai Világlapja, Budapest, 1899, 566 p
- Szűz Mária rózsafűzér-albuma, "Legsz. Rózsafűzér királynéja" szerkesztősége, Szombathely, 1900, 351 p
- Himfy-Album, Pesti Napló, 1900, 144 p
- Nemzeti dicsőségünk – Fényes korszakok a magyar nemzet történelméből, Nemzeti Dicsőségünk Kiadó Vállalata, Budapest, 1900, 299 p
- A királyné albuma, Károlyi György Kő- és Könyvny., 1900, 92 p
- (szerk. Radó Antal) Költők albuma – Jelenkori magyar költők verseinek gyüjteménye, Lampel Róbert (Wodianer F. és Fiai) Cs. és Kir. könyvkereskedése, Budapest, é. n. [1902?], 284 p
- Erzsébet királyasszony emlékének – Hódolat Magyarország Nagy Királynéjának, Budapest, 1905, 176 p
- Az Ujság albuma az 1906. évre, Athenaeum Irod. és Nyomdai Rt., 1906, 87 p
- Kacziány Géza: Magyar vértanuk könyve, Vass József Könyvkiadóhivatala, Budapest, 1906
- Árpád és az Árpádok – Történelmi emlékmű. Árpád vezér halálának ezredik évfordulója alkalmával Thaly Kálmán kezdeményezésére és támogatásával, Franklin-Társulat Magyar Irodalmi Intézet és Könyvnyomda, Budapest, 1907, 396 p
- Tulipánkert Emlékalbum,  "Tulipánkert-Emlékalbum" kiadóvállalat, Budapest, 1907, 202 p
- Harmincz év 1877–1907, A "Budapest" jubileumi albuma, Wodianer F. És Fiai, 1907, 336 p
- Vörösmarty Album, Wodianer F. És Fiai, 1909, 240 p
- Somogyi János: Káprázatok és porszemek. Tíz kötetes jubileumi album 1883-1909, Szeged, 1909, 672 p
- Shakespeare album, Pesti Napló kiadása, 1910, 132 p
- Zeneköltők albuma I-II. Operettek, szalonpiécek, táncok, dalok, cabaret-számok és kuplék gyüjteménye, Magyar Kereskedelmi Közlöny Hirlap és Könyvkiadóvállalat, Budapest, 1910 körül, 411 p
- Kossuth emlékalbum – Kossuth Lajos halála, temetése és mauzoleumának felavatása,  Wodianer F. és Fiai, Budapest, 1910, 231 p
- Csoda album, Pesti Napló, Budapest, 1911, 131 p
- (szerk. Márkus Miksa) Király-album – A Magyar Hirlap ajándék-naptára az 1911. esztendőre, Magyar Hirlap Újság Vállalata, Budapest, 1911, 201 p
- Forradalom és Napoleon I–V., Országos Monográfia Társaság, Budapest, 1911, 1466 p
- Az ember tragédiája – Drámai költemény, Athenaeum Irodalmi és Nyomdai R.-Társulat, Budapest, 1912, 229 p
- (szerk. Gara József ) A "Budapest" album-naptára (XXXV-ik évfolyam), Wodianer F. És Fiai, 1914, 176 p
- A szabadság negyven éves jubileumi albuma 1874–1914 – 40 éves fennállása alkalmából/Szabadság jubiláris albuma, Laszky Ármin könyvnyomdája, Nagyvárad, 1914, 208 p
- Koronázási Album, Érdekes Ujság Kiadóhivatala, Budapest, 1917, 159 p
- Rákóczi-Album – II. Rákóczi Ferenc és kurucai – A Pesti Napló ajándékalbuma, Pesti Napló, Budapest, [1916?], 140 p

Néhány album a két világháború közötti időből:
- (szerk. Szederkényi Anna, Tormay Cécile, Rákosi Jenő) Magyar Vasutasok albuma, Budapest, 1927, 316 p
- Prímás-album, Franklin-Társulat, 1928, 358 p
- (szerk. Huszár Károly): Szent Imre album (a jubiláris ünnepségek története képekben), Budapest, 1930, 160 p
- (szerk. Szegedy László) Hazafias Kép- és Könyvterjesztő Vállalat, Budapest, 1931, 88 p
- Hefty György (szerk.): Magyar tanítók albuma, May János Nyomdai Műintézet Rt., Budapest, 1938
- Vitézek albuma, Budapest, 1938 (reprint kiadás: HERMIT KÖNYVKIADÓ BT., Budapest, 2017)
- Az ezeréves Magyarország 1938. december – Képes Vasárnap – A Pesti Hirlap karácsonyi albuma, Pesti Hirlap, Budapest, 1938, 97 p
- Tinódi Arany Album, Budapest, 1940, 80 p